# Paratetrapedia pygmaea
Paratetrapedia pygmaea är en biart som först beskrevs av Carlos Schrottky 1902.  Paratetrapedia pygmaea ingår i släktet Paratetrapedia och familjen långtungebin. Inga underarter finns listade i Catalogue of Life.